# Nave (Lombardei)
Nave ist eine norditalienische Gemeinde (comune) mit 10.615 Einwohnern (Stand 31. Dezember 2023) in der Provinz Brescia in der Lombardei. Die Gemeinde liegt etwa 6 Kilometer nordöstlich von Brescia im Valle del Garza. Der Garza, ein Nebenfluss der Mella, fließt durch die Gemeinde.

## Verkehr
Die frühere Strada Statale 237 del Caffaro führt durch das Gemeindegebiet. Mittlerweile ist sie zur Provinzstraße abgestuft worden.

## Persönlichkeiten
- Franco Margola (1908–1992), Komponist, in Nave gestorben
- Lorenzo Ceresoli (1931–2024), Ordensgeistlicher, Apostolischer Vikar von Awasa in Äthiopien
- Carlo Bresciani (* 1949), katholischer Bischof, in Nave geboren
- Aldo Parecchini (* 1950), Radrennfahrer
- Angelo Moreschi (1952–2020), katholischer Ordensgeistlicher, in Nave geboren